# Withee (Wisconsin)
Withee – miasto w Stanach Zjednoczonych, w stanie Wisconsin, w hrabstwie Clark.